# لیمپ بیزکت
لیمپ بیزکیت (به انگلیسی: Limp Bizkit) از محبوب ترین گروه‌های نو متال (Nu metal) که به همراه گروه کورن (korn) از بنیانگذاران این سبک موسیقی می‌باشند. این گروه در فلوریدا آمریکا بنیان نهاده شده است.
آلبوم‌های این گروه تا کنون ۶۰ میلیون نسخه فروش داشته است. یکی از آهنگ های این گروه که شاید خیلی از طرفداران برنامه ی کشتی کج و WWE شنیده باشند "برادران نابودی" (Brothers Of Distruction)
است که برای ورودی یا همان اینترو آندر تیکر و کِین خوانده شده و با اصطلاح Keep Rolling شناخته می شود.

## اعضا

### اعضای کنونی
- فرد درست : خواننده اصلی (۱۹۹۴–تا کنون)
- وس بورلند : گیتار، همخوان (۱۹۹۴–۱۹۹۶، ۱۹۹۷–۲۰۰۱، ۲۰۰۴–۲۰۰۶، ۲۰۰۹–تاکنون)
- سم ریورز : بیس، همخوان (۱۹۹۴–تا کنون)
- جان آتو : درامز (۱۹۹۴–تا کنون)
- دی‌جی لیثال : ترن‌تیبلز، کیبورد، سمپلز (۱۹۹۶–۲۰۱۲، ۲۰۱۲–تاکنون)

### اعضای پیشین
- مایک اسمیث : گیتار، همخوان (۲۰۰۱–تا ۲۰۰۳)